# Електроклуб (гурт)
«Електроклуб» («рос. Электроклуб») — радянський і російський електропоп-гурт середини 80-х і початку 90-х років.

## Історія
Гурт «Електроклуб» існував з 1985 по 1993 рік. Музичний керівник - Володимир Дубовицький. Художній керівник - Давид Тухманов. Гурт був створений на основі ансамблю «Вогні Москви» Оскара Фельцмана, в якому працювали музиканти вихідного складу і солістка Ірина Аллегрова, до цього вже багато років працювала на сцені.
У 1986 році з гурту Людмили Сенчиної приходить співак, композитор і аранжувальник Ігор Тальков. Його можна вважати ідеологом гурту і автором музичної концепції. Особливу популярність принесла пісня «Чисті ставки».  У 1987 році за пісню Талькова «Три листи» гурт був удостоєний премії естрадного конкурсу «Золотий камертон», а також отримав можливість записати свої пісні на платівку.  [Архівовано 12 червня 2021 у Wayback Machine.]
Після виходу першої платівки  Ігор Тальков покинув гурт і тоді Тухманов вирішив забрати соліста з гурту Форум.  Так і сталося в 1987 році, тоді ж колектив засів за запис нового альбому, і в листопаді процес вже йшов повним ходом. Якість звучання виявилася явно гірше першого альбому і платівка важко продавалася. З гурту Форум прийшли Лазар Анастасіаді, Олександр Назаров, Віктор Салтиков, Олександр Дроник.
Несподівано для багатьох, зі складу вибула солістка Раїса Саєд-Шах, яка прийшла з гурту «Монітор» Володимира Мигуля. Для неї Тухманов написав пісні «Гуси-гуси», «Маленька зима», «Балада про крижаному будинку», також була відома пісня Талькова «Телеграфістка», але в записі ці речі не збереглися. Є версія, що Дубовицький з Аллегровою спеціально відрахували співачку, щоб не втрачати вигідні позиції.
Основою репертуару були пісні Давида Тухманова, проте в репертуарі були присутні і окремі пісні інших авторів, зокрема, соліста гурту - Ігоря Талькова і композитора Ігоря Ніколаєва. Це різночитання і призвело до того, що, незважаючи на шалену популярність, гурт втрачав інтерес публіки. Ірина Аллегрова насилу допрацювала до середини 1990 року, після чого з Ігорем Ніколаєвим почала сольну кар'єру (з чоловіком В.Дубовицьким в результаті розлучилася в 1992 році). На той час уже вийшла платівка «Електроклуб-2».  
У 1990 році Віктор Салтиков покинув гурт, повернувшись в Санкт-Петербург до своєї великої любові - Ірині Салтикової, а гітарист Володимир Кулаковський створив свій гурт «Купе». Гурт разом з Назаровим випустив один альбом «Біла пантера»  і зняв кілька кліпів, але особливої популярності не здобув і в середині 90-х розпався. Після від'їзду Д. Тухманова в ФРН, з 1991 року керівником гурту став аранжувальник Олександр Назаров, який записав кілька сольних альбомів, а в 1999 році гурт був відроджений разом з Салтиковим і Василем Савченко. Цікаво, що збереглися записи відбіркових турів музичного телефестивалю «Пісня-93», на яких музиканти виступають з композицією «Життя - дорога» з альбому «Поверни мені минуле, скрипаль! »Під вивіскою гурту «Електроклуб».  [Архівовано 12 червня 2021 у Wayback Machine.] Пізніше Назаров намагався реанімувати склад в жіночому варіанті, але ця ідея залишилася непоміченою.

## Участь гурту на фестивалі«Пісня року»
- 1986 - Ірина Аллегрова - Старе дзеркало
- 1988 - Ірина Аллегрова - Темна конячка (відбірковий тур), Віктор Салтиков - Ти заміж за нього не виходь
- 1989 - Ірина Аллегрова - Іграшка, Віктор Салтиков - Я тебе не прощу
- 1990 - Ірина Аллегрова - Мій ласкавий і ніжний звір, Віктор Салтиков - Мамина донька
- 1993 - Олександр Назаров - Життя - дорога [7]
- 1999 - Віктор Салтиков - Коні в яблуках

## Солісти гурту

### Склади
- Володимир Дубовицький
- Віктор Салтиков (1987-1990)
- Олександр Назаров (1987-1993)
- Володимир Кулаковський
- Олександр Дроник
- Михайло Палій

### Колишні учасники
- Ігор Тальков (1986-1987)
- Раїса Саєд-Шах (1986)
- Ірина Аллегрова (1986-1990)
- Володимир Самошин (1988)
- Василь Савченко (1991-1993)
- Олександр Пімонов (1991)

## Альбоми
- 1986 - День народження (EP)
- 1987 - Давид Тухманов, гурт «Електроклуб» (LP)
- 1987 - Фото на пам'ять (MC)
- 1989 - Електроклуб-2 (LP)
- 1990 - Іграшка (МС)
- 1991 - Мамина донька (МС)
- 1993 - Біла пантера (LP) (запис 1991 р.)

## Нагороди
- 1987 - друга премія конкурсу «Золотий камертон».
- 1988 - кращі пісні згідно загальносоюзному хіт-параду ТАРС «Музичний Олімп»: «Ти заміж за нього не виходь» (4 місце), «Коні в яблуках» (8 місце).
- 1989 - друге місце в списку кращих гуртів згідно з опитуванням читачів газети «Московський комсомолець» (в рубриці «Звукова доріжка») [8].

## Кліпографія
- Нерви, нерви, нерви («Новорічний вогник», 31.12.1986) [9]
- Відтак («Ранкова пошта», весна 1987) [10]
- Ти заміж за нього не виходь («Новорічний вогник», 1987) [11]
- Темна конячка («Новорічний вогник», 1987) [12]
- Дай мені слово («Ранкова пошта», 1988) [13]
- Коні в яблуках («Ранкова пошта», 1988) [14]
- Remember Moscow (1988) [15]
- Божеволію («Погляд», 1989) [16]
- Останнє побачення («Ранкова пошта», 1989) [17]
- Ворожка («Ранкова пошта», 1989) [18]
- Іграшка (1989) [19]
- Дурний хлопчисько (1989) [20]
- Я тебе не прощу (1989) [21]
- Мамина донька («Пісня року», 1990) [22]
- Біла пантера (1991) [23]
- Школярка (1991) [24]
- Садова лавка (1991) [25]
- Справа в капелюсі [26]
- Непомітне дівчисько [27]
- Ну, що ж ти [28]
- Півгодини («50/50») [29]
- Синя троянда [30]
- Ех, ти, ех, я. . . [31]